# Лончевна (Великопольське воєводство)
Лончевна (пол. Łączewna) — село в Польщі, у гміні Пшедеч Кольського повіту Великопольського воєводства.
Населення — 161 особа (2011).
У 1975-1998 роках село належало до Конінського воєводства.

## Демографія
Демографічна структура станом на 31 березня 2011 року:
|          | Загалом | Допрацездатний вік | Працездатний вік | Постпрацездатний вік |
| -------- | ------- | ------------------ | ---------------- | -------------------- |
| Чоловіки | 77      | 19                 | 50               | 8                    |
| Жінки    | 84      | 18                 | 45               | 21                   |
| Разом    | 161     | 37                 | 95               | 29                   |